# شينجي ياماغوتشي
شينجي ياماغوتشي (باليابانية: 山口 真司) (26 أبريل 1996 في هيوغو في اليابان – )؛ هو لاعب كرة قدم ياباني سابق كان يلعب كمدافع.

## وصلات خارجية
- شينجي ياماغوتشي على موقع رابطة كرة القدم اليابانية للمحترفين (اليابانية)
- شينجي ياماغوتشي على موقع قاعدة بيانات كرة القدم.إي يو (الإنجليزية)
- شينجي ياماغوتشي على موقع Soccerway.com (الإنجليزية)
- شينجي ياماغوتشي على موقع عالم كرة القدم.نت (الإنجليزية)
- شينجي ياماغوتشي على موقع كووورة